# Isola di Wiese
L'isola di Wiese (in russo Остров Визе, Óstrov Vize, dal nome di Vladimir Wiese) è un'isola russa che si trova isolata nel mare di Kara. Amministrativamente fa parte del Tajmyrskij rajon del Territorio di Krasnojarsk, nel Circondario federale della Siberia.

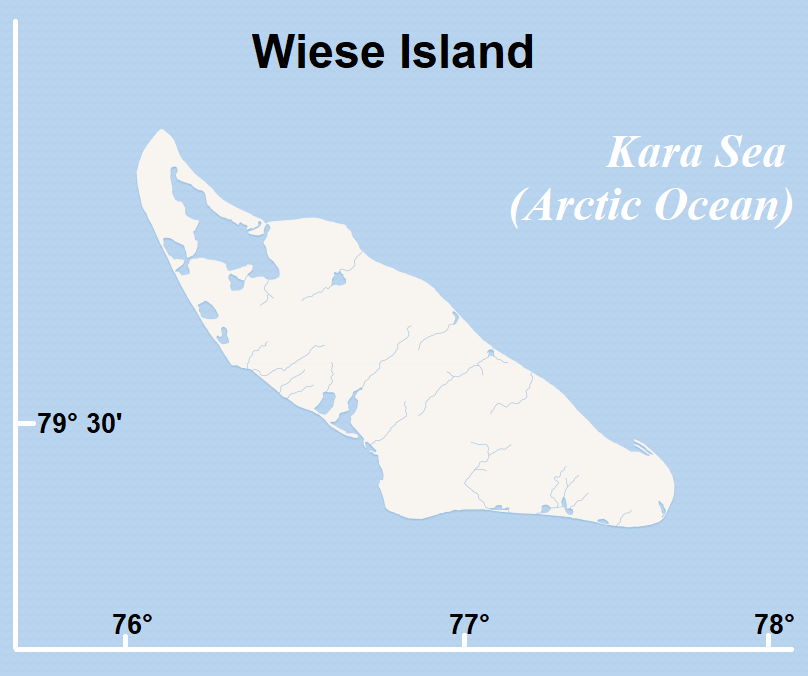

## Geografia
L'isola è situata a metà strada tra la Terra di Francesco Giuseppe e l'arcipelago di Severnaja Zemlja, la terra più vicina è 140 km a nord: l'isola di Ušakov. L'isola di Wiese è lunga 35 km e larga 9 km; ha una superficie di 288 km² e un'altezza massima di 22 m.
Il clima dell'isola è rigido, la temperatura dei mesi più caldi supera di poco lo zero; è un deserto artico ricoperto dalla tundra con muschi e licheni. La temperatura minima assoluta durante gli anni di osservazione era di -52 °C e le precipitazioni medie annue di 242 mm, per lo più sotto forma di neve.

### Clima
| Isola di Wiese (1991-2020) Fonte: | Mesi         | Mesi         | Mesi         | Mesi         | Mesi         | Mesi         | Mesi        | Mesi         | Mesi         | Mesi         | Mesi         | Mesi         | Stagioni | Stagioni | Stagioni | Stagioni | Anno  |
| Isola di Wiese (1991-2020) Fonte: | Gen          | Feb          | Mar          | Apr          | Mag          | Giu          | Lug         | Ago          | Set          | Ott          | Nov          | Dic          | Inv      | Pri      | Est      | Aut      | Anno  |
| --------------------------------- | ------------ | ------------ | ------------ | ------------ | ------------ | ------------ | ----------- | ------------ | ------------ | ------------ | ------------ | ------------ | -------- | -------- | -------- | -------- | ----- |
| T. max. media (°C)                | −19,4        | −20,0        | −19,0        | −14,2        | −6,4         | −0,1         | 1,9         | 1,9          | −0,2         | −6,0         | −12,0        | −16,9        | −18,8    | −13,2    | 1,2      | −6,1     | −9,2  |
| T. media (°C)                     | −22,8        | −23,4        | −22,5        | −17,6        | −8,6         | −1,4         | 0,7         | 0,7          | −1,5         | −8,1         | −15,1        | −20,0        | −22,1    | −16,2    | 0,0      | −8,2     | −11,6 |
| T. min. media (°C)                | −26,1        | −26,6        | −25,7        | −20,8        | −10,8        | −2,7         | −0,4        | −0,4         | −2,8         | −10,5        | −18,2        | −23,1        | −25,3    | −19,1    | −1,2     | −10,5    | −14,0 |
| T. max. assoluta (°C)             | 0,0 (2016)   | −0,2 (2012)  | 0,9 (2011)   | 1,5 (1990)   | 2,3 (1960)   | 5,1 (1977)   | 9,2 (2015)  | 8,5 (2015)   | 6,6 (2020)   | 3,1 (2016)   | 1,0 (2012)   | 0,2 (1991)   | 0,2      | 2,3      | 9,2      | 6,6      | 9,2   |
| T. min. assoluta (°C)             | −47,9 (1964) | −44,5 (1979) | −47,0 (1969) | −44,0 (1988) | −32,1 (1964) | −15,0 (1971) | −5,1 (2003) | −11,3 (1992) | −22,2 (1987) | −38,2 (1982) | −41,3 (1989) | −43,7 (2002) | −47,9    | −47,0    | −15,0    | −41,3    | −47,9 |
| Nuvolosità (okta al giorno)       | 5,5          | 5,4          | 5,9          | 6,0          | 8,2          | 8,6          | 8,7         | 8,7          | 8,9          | 8,0          | 6,3          | 5,4          | 5,4      | 6,7      | 8,7      | 7,7      | 7,1   |
| Precipitazioni (mm)               | 12           | 11           | 12           | 12           | 14           | 16           | 18          | 24           | 26           | 25           | 18           | 17           | 40       | 38       | 58       | 69       | 205   |
| Giorni di pioggia                 | 0            | 0            | 0            | 0            | 0,3          | 4,0          | 12,0        | 12,0         | 6,0          | 1,0          | 0,0          | 0,0          | 0,0      | 0,3      | 28,0     | 7,0      | 35,3  |
| Nevicate (cm)                     | 24           | 26           | 29           | 32           | 36           | 26           | 1           | 0            | 4            | 13           | 19           | 21           | 71       | 97       | 27       | 36       | 231   |
| Giorni di neve                    | 18           | 16           | 16           | 15           | 24           | 18           | 10          | 12           | 21           | 24           | 19           | 17           | 51       | 55       | 40       | 64       | 210   |
| Giorni di nebbia                  | 0,2          | 1,0          | 1,0          | 1,0          | 2,0          | 6,0          | 14,0        | 15,0         | 8,0          | 1,0          | 1,0          | 0,1          | 1,3      | 4,0      | 35,0     | 10,0     | 50,3  |
| Umidità relativa media (%)        | 81           | 80           | 80           | 83           | 87           | 91           | 94          | 94           | 91           | 85           | 83           | 81           | 80,7     | 83,3     | 93       | 86,3     | 85,8  |
| Vento (direzione-m/s)             | E 6,5        | E 6,1        | E 6,1        | N 6,0        | N 5,5        | N 6,0        | W 6,0       | N 5,8        | E 6,5        | N 7,0        | E 6,4        | E 6,4        | 6,3      | 5,9      | 5,9      | 6,6      | 6,2   |

## Storia
Nel 1924, l'oceanografo Vladimir Wiese (1886-1954) aveva studiato la deriva della sfortunata nave russa Svjataja Anna di Georgij L'vovič Brusilov quando rimase intrappolata nella banchisa del Mare di Kara. La deviazione delle correnti oceaniche gli suggerì l'esistenza dell'isola con precise coordinate geografiche. Wiese si trovava sul rompighiaccio G. Sedov, membro della spedizione guidata da Otto Schmidt, quando, il 13 agosto del 1930, l'isola fu scoperta ed egli vi mise piede.
Il primo svernamento sull'isola di Wiese ha avuto luogo nel 1945-46. Una stazione polare idrometeorologica vi fu fondata il 1º novembre 1945, sulla costa meridionale dell'isola. Si tratta di una delle stazioni polari più settentrionali del mondo.